# Amigos por siempre (telenovela)

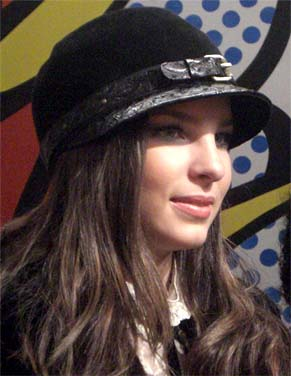
Belinda, protagonista de Amigos por siempre.

Amigos por siempre (estilizado como Amigos x siempre) es una telenovela infantil mexicana producida por Televisa de la mano de Rosy Ocampo en 2000, con un total de 115 capítulos. Protagonizada por Belinda, Martin Ricca, Ernesto Laguardia, Adriana Fonseca y Lourdes Reyes (esta última entró a sustituir a Adriana Fonseca). Con las participaciones antagónicas de Odiseo Bichir, Rebeca Mankita, Germán Robles, Yolanda Mérida, Christopher Uckermann, Naydelin Navarrete y Grisel Margarita, y con la actuación estelar de la primera actriz Carmen Montejo.
Es la última telenovela en la historia de Televisa en mostrar en su salida el mítico logotipo corporativo de líneas rojo-amarillo, se desconocen los motivos por los que se prefirió emplear dicho logotipo por sobre el ya establecido dorado que correspondía a los programas de entretenimiento, aunque se sospecha que fue porque combinaba mejor con los colores de los créditos de salida.

## Argumento
El escenario principal de la historia es el prestigioso colegio Instituto Vidal. Pero más que un colegio parece una prisión: no se permiten los juegos, las risas ni los ruidos y tanto hombres como mujeres no pueden convivir ni siquiera en los recreos debido a un muro gris que divide el plantel. Su estricta directora, Julia Vidal, una vez fue agradable pero después de la muerte de su esposo Eduardo y su hija Laura se volvió una mujer fría y amargada. Su otro hijo Salvador partió a estudiar al extranjero a raíz de la amargura de su madre. Allí conoció a Amanda, una mujer bella pero muy ambiciosa. Se casaron y adoptaron un niño, Pedro. 
Ana es la nieta de Julia e hija de Laura y su viudo Francisco Capistrán. Es una muy dulce e inteligente niña de 10 años, que al ser testigo de la muerte de su madre en un accidente automovilístico ha quedado muy afectada; esto la ha convertido en una niña triste, indefensa y prácticamente sin habla por el trauma. Francisco es un hombre sin escrúpulos que lejos de acercarse a su hija, ha tomado ventaja de la situación para tratar de quedarse como dueño del colegio de su suegra.
La llegada oportuna de Salvador, Amanda y Pedro cambia todo. La triste y solitaria vida de Ana toma un inesperado giro para mejorar y recuperar su alegría, envuelta en una serie de aventuras con humor, emoción, música y emocionantes sorpresas, pues Ana descubre que tiene el don de la telequinesis.
Tras darse cuenta Salvador de la situación de la escuela, poco a poco comienza a hacer reformas en ella, tornándola de una escuela estricta a una muy animada, pese a la oposición de los padres de familia, especialmente de Don Francisco, quien trata de evitar que Salvador tenga éxito en su proyecto. Mientras tanto, Pedro y Ana forman un grupo de amigos con los que se divierten, cantan y bailan, pero también tendrán que lidiar con sus propios enemigos, uno de ellos, Neftalí, el prefecto de la escuela.
Pronto se empiezan a desvelar las oscuras intenciones de Francisco. Mientras tanto, los alumnos del grupo de Pedro y Ana comienzan a desarrollar sus habilidades musicales y consiguen una invitación para tocar fuera del país, pero en un intento de sabotaje, el grupo queda varado en la selva, donde la amistad será puesta a prueba.

## Reparto
- Belinda - Ana Capistrán Vidal
- Martín Ricca - Pedro Vidal Naredo / "El Peligro Mayor"
- Ernesto Laguardia - Salvador Vidal Ruvalcaba / Eleuterio Capistrán
- Adriana Fonseca - Melissa Escobar (#1)
- Lourdes Reyes - Melissa Escobar (#2)
- Carmen Montejo - Doña Julia Ruvalcaba vda. de Vidal
- Odiseo Bichir - Francisco Capistrán
- Rebeca Mankita - Amanda Naredo de Vidal
- Germán Robles - Neftalí Güemes (prefecto)
- Héctor Ortega - Crispín Ávila
- Yolanda Mérida - Brígida Escobar
- Hernán Prado - Enrique Buendía
- Sergio del Valle - Erick Capistrán Vidal del Valle / Eduardo Vidal
- Bárbara Ferré - "La Nena" de Sánchez-Gavito
- Óscar Traven - Ernesto Sánchez-Gavito
- Marcela Páez - Isabel Hurtado de Egurrola
- Juan Carlos Bonet - Javier Egurrola
- Lucía Guilmáin - Maestra Victoria
- Julio Mannino - Marco Lizarraga
- Vanessa Angers - Claudia Hernández
- Eugenio Bartilotti - Agente Hipólito "Triple Cero"
- Lisette Sáez - Merlina González
- Humberto Dupeyrón - Maestro Arnulfo
- Julio Monterde - Maestro Félix
- Francisco Rosell - Maestro Gonzalo
- Susan Vohn - Laura Vidal Ruvalcaba de Capistrán
- Maripaz García - Elizabeth
- Christopher Uckermann - Santiago del Valle Villarreal
- Daniela Mercado - Lourdes Egurrola Hurtado
- Grisel Margarita - Patricia "Patty" Hernández
- Mickey Santana - Gilberto Sánchez-Gavito
- Naydelin Navarrete - Renata Sánchez-Gavito
- Óscar Larios - Juan "El 7 Leguas"
- Pablo Poumian - Jaime Ávila "El Tocacintas"
- Pablo Tableros - Carlitos Egurrola Hurtado
- Ronald Duarte - Rafa Núñez Saldívar
- Enrique Sánchez - Erick Vidal Luna / Erick Capistrán Luna
- Amparito Arozamena - Doña Virginia
- Gerardo Camarena - Agente Doble Cero
- José Magaña - Hans
- Óscar Morelli - Máximo
- Mariagna Prats - Olga
- Alfonso Mier y Terán - Nico
- Juan Carlos Casasola - Fernando Alcántara
- Héctor Gómez - Alfonso
- Queta Lavat - Madre Superiora
- Dolores Salomón "Bodokito" - Sor Pilar
- Alberto Inzúa - Darío Ruiz Sandoval
- Alexis Ayala - Manuel Ruiz Sandoval
- Raúl Magaña - Gerardo
- Gabriel Ramos - Alex
- Enrique Sánchez - "El Nopal"
- Montserrat Gabriela - Graciela "La Chilis"
- Aarón González - Nacho "El Mocos"
- Silvia Lomelí - Conductora de radio
- Ariel López Padilla - Él mismo
- Arturo Peniche - Él mismo
- Karla Álvarez - Ella misma
- Juan José Ulloa - Él mismo
- Raquel Bigorra - Ella misma
- Andrea Legarreta - Ella misma
- María Fernanda García
- Yamil Sesin
- Diego Sieres
- Tierra Cero - Ellos mismos

## Discografía
- ¡Amigos X Siempre!
- ¡Amigos X Siempre! en la Ruta de la Amistad - VHS

## Premios

### Premios TVyNovelas 2001
| Categoría                 | Nominado(a)       | Resultado |
| ------------------------- | ----------------- | --------- |
| Mejor actor protagónico   | Ernesto Laguardia | Nominado  |
| Mejor villano             | Odiseo Bichir     | Nominado  |
| Mejor primera actriz      | Carmen Montejo    | Nominada  |
| Mejor revelación femenina | Belinda           | Nominada  |
| Mejor actuación infantil  | Belinda           | Ganadora  |

### Palmas de Oro
| Categoría             | Nominada | Resultado |
| --------------------- | -------- | --------- |
| Mejor actriz infantil | Belinda  | Ganadora  |

### Premios Eres
| Categoría               | Nominada | Resultado |
| ----------------------- | -------- | --------- |
| Mejor cantante y actriz | Belinda  | Ganadora  |